# Адміністративний устрій Вільнянського району
Адміністративний устрій Вільнянського району — адміністративно-територіальний устрій Вільнянського району Запорізької області на 1 міську раду, 1 селишну раду і 19 сільських рад, які об'єднують 108 населених пунктів та підпорядковані Вільнянській районній раді. Адміністративний центр — місто Вільнянськ.

## Список радВільнянського району
| №  | Назва                             | Центр               | Населені пункти | Площа км² | Місце за площею | Населення (2001), осіб. | Місце за населенням |
| -- | --------------------------------- | ------------------- | --- | --------- | --------------- | ----------------------- | ------------------- |
| 1  | Вільнянська міська рада           | м. Вільнянськ       | м. Вільнянськ с. Смородине |           |                 |                         |                     |
| 2  | Кам'яна селищна рада              | смт Кам'яне         | смт Кам'яне |           |                 |                         |                     |
| 3  | Антонівська сільська рада         | с. Антонівка        | с. Антонівка с. Володимирівка с. Геленджик с. Зелений Гай с. Колос с. Новомиргородка                                                                              |           |                 |                         |                     |
| 4  | Гнаровська сільська рада          | с. Гнаровське       | с. Гнаровське с. Вербове |           |                 |                         |                     |
| 5  | Дніпровська сільська рада         | с. Дніпровка        | с. Дніпровка с. Орлівське с. Перун с. Петро-Свистунове с. Тарасівка с. Ясинувате                                                                                  |           |                 |                         |                     |
| 6  | Дружелюбівська сільська рада      | с. Дружелюбівка     | с. Дружелюбівка с-ще Гасанівка с. Новоіванівське с. Новософіївка с. Українка                                                                                      |           |                 |                         |                     |
| 7  | Семененківська сільська рада      | с. Семененкове      | с. Семененкове с. Берестове с. Василівка с. Вівчарне с. Любомирівка с. Новоукраїнка с. Першозванівка с. Шевченкове                                                |           |                 |                         |                     |
| 8  | Купріянівська сільська рада       | с. Купріянівка      | с. Купріянівка с. Бекарівка с. Мала Купріянівка с. Троянди с. Яковлеве                                                                                            |           |                 |                         |                     |
| 9  | Любимівська сільська рада         | с. Любимівка        | с. Любимівка с. Веселотернувате с. Вишняки с. Вільнянка с. Гарасівка с. Грізне с. Дерезівка с. Новотроїцьке с. Петрівське с. Скелювате                            |           |                 |                         |                     |
| 10 | Люцернянська сільська рада        | с. Люцерна          | с. Люцерна с. Богатирівка с. Вільногрушівське с. Вільноуланівське                                                                                                 |           |                 |                         |                     |
| 11 | Максимівська сільська рада        | с. Максимівка       | с. Максимівка с. Козаче с. Крутий Яр с. Новофедорівка с. Трудолюбівка с. Широке                                                                                   |           |                 |                         |                     |
| 12 | Матвіївська сільська рада         | с. Матвіївка        | с. Матвіївка |           |                 |                         |                     |
| 13 | Михайлівська сільська рада        | с. Михайлівка       | с. Михайлівка с. Андріївка с. Василівське с. Вільноандріївка с. Вільнокур'янівське с. Георгіївське с. Запорізьке с. Криничне с. Нагірне с. Сергіївка с. Соколівка |           |                 |                         |                     |
| 14 | Михайло-Лукашівська сільська рада | с. Михайло-Лукашеве | с. Михайло-Лукашеве с. Миролюбівка с. Нововасилівське с. Новомихайлівське                                                                                         |           |                 |                         |                     |
| 15 | Московська сільська рада          | с. Московка         | с. Московка с. Благовіщенське с. Веселівське с. Микільське с. Райське с. Укромне                                                                                  |           |                 |                         |                     |
| 16 | Новогупалівська сільська рада     | с. Новогупалівка    | с. Новогупалівка с. Аграфенівка с. Козаківське с. Якимівське |           |                 |                         |                     |
| 17 | Павлівська сільська рада          | с. Павлівське       | с. Павлівське с. Біляївка с. Вишневе с. Задорожнє с. Зелене с. Значкове с. Нововасилівка с. Новоселівка с. Поди с. Резедівка с. Роздолля с. Спасівка              |           |                 |                         |                     |
| 18 | Петро-Михайлівська сільська рада  | с. Петро-Михайлівка | с. Петро-Михайлівка с. Грушівка с. Круглик с. Улянівка |           |                 |                         |                     |
| 19 | Привільненська сільська рада      | с. Привільне        | с. Привільне с. Богданівка с. Васильківське с. Терсянка |           |                 |                         |                     |
| 20 | Солоненська сільська рада         | с. Солоне           | с. Солоне |           |                 |                         |                     |
| 21 | Тернівська сільська рада          | с. Тернівка         | с. Тернівка с. Великодубове с. Губенське с. Придолинівка с. Шевченка с. Якимівка                                                                                  |           |                 |                         |                     |

* Примітки: м. — місто, смт — селище міського типу, с. — село, с-ще — селище